# Grumman A-6 Intruder
Grumman A-6 Intruder var ett amerikanskt attackflygplan. 

## Historia
Erfarenheterna från Koreakriget ledde till utvecklingen av ett långdistans- och låghöjdsattackflygplan med allvädersförmåga. Resultatet blev den hangarfartygsbaserade, tvåsitsiga A-6 Intruder. 
Flygplanet flög för första gången 1960. Flygplanet har moderniserats flera gånger och har då erhållit bättre radar (A-6E) och bättre målsökning (A-6E/TRAM); den senare försedd med målsökningssystemet Target Recognition and Attack Multi-sensor, bestående av FLIR, laseravståndsmätare och laserpekare integrerade i ett rörligt torn.
A-6:an användes i stor utsträckning i Operation ökenstorm men togs ur tjänst i början av 1997.

## Varianter
A-6:an finns också som lufttankningsversion (KA-6D) och motmedelsversion, Northrop Grumman EA-6B Prowler. 

## Bilder

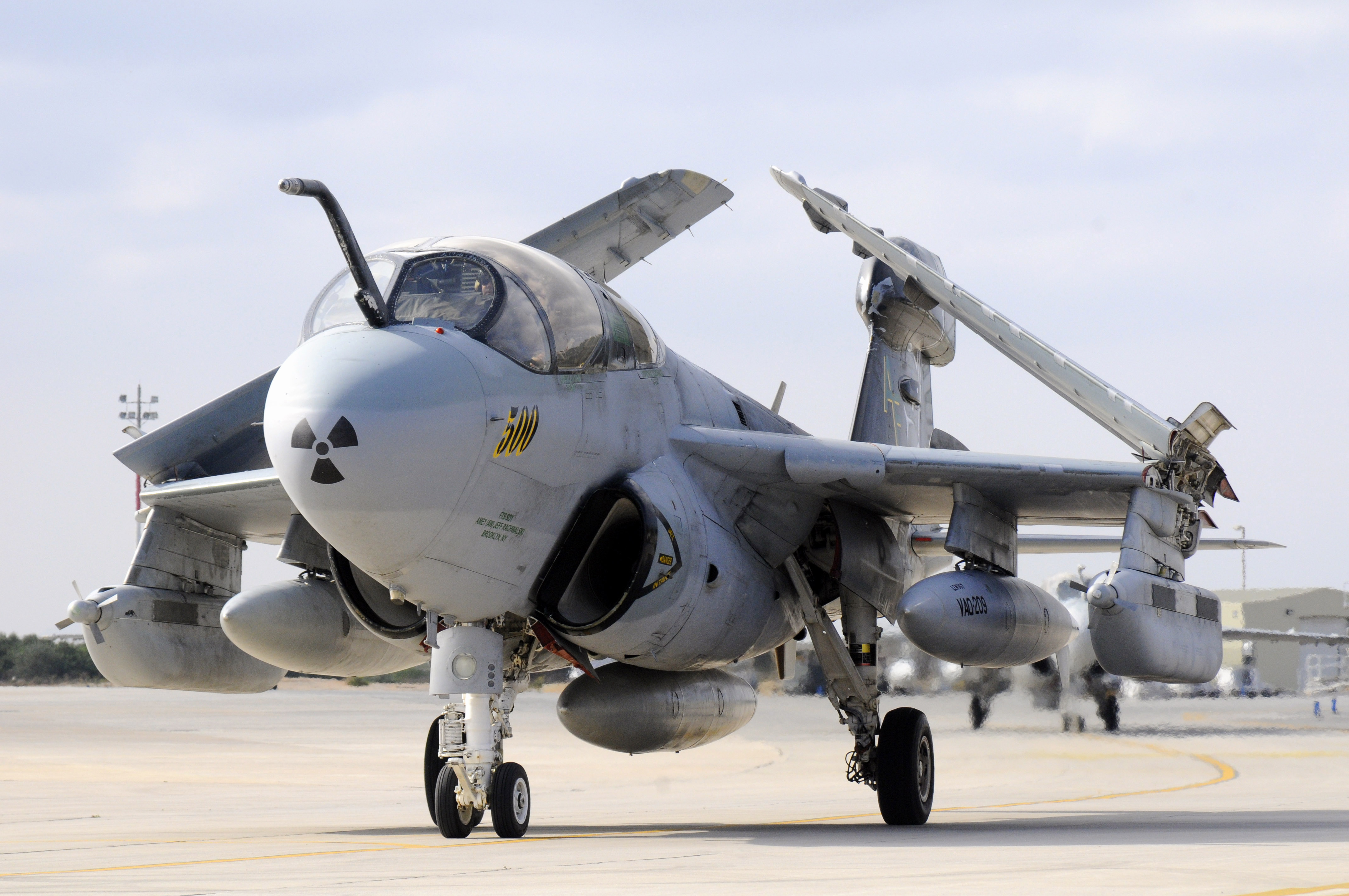
En A-6B med ihopfällbara vingar.
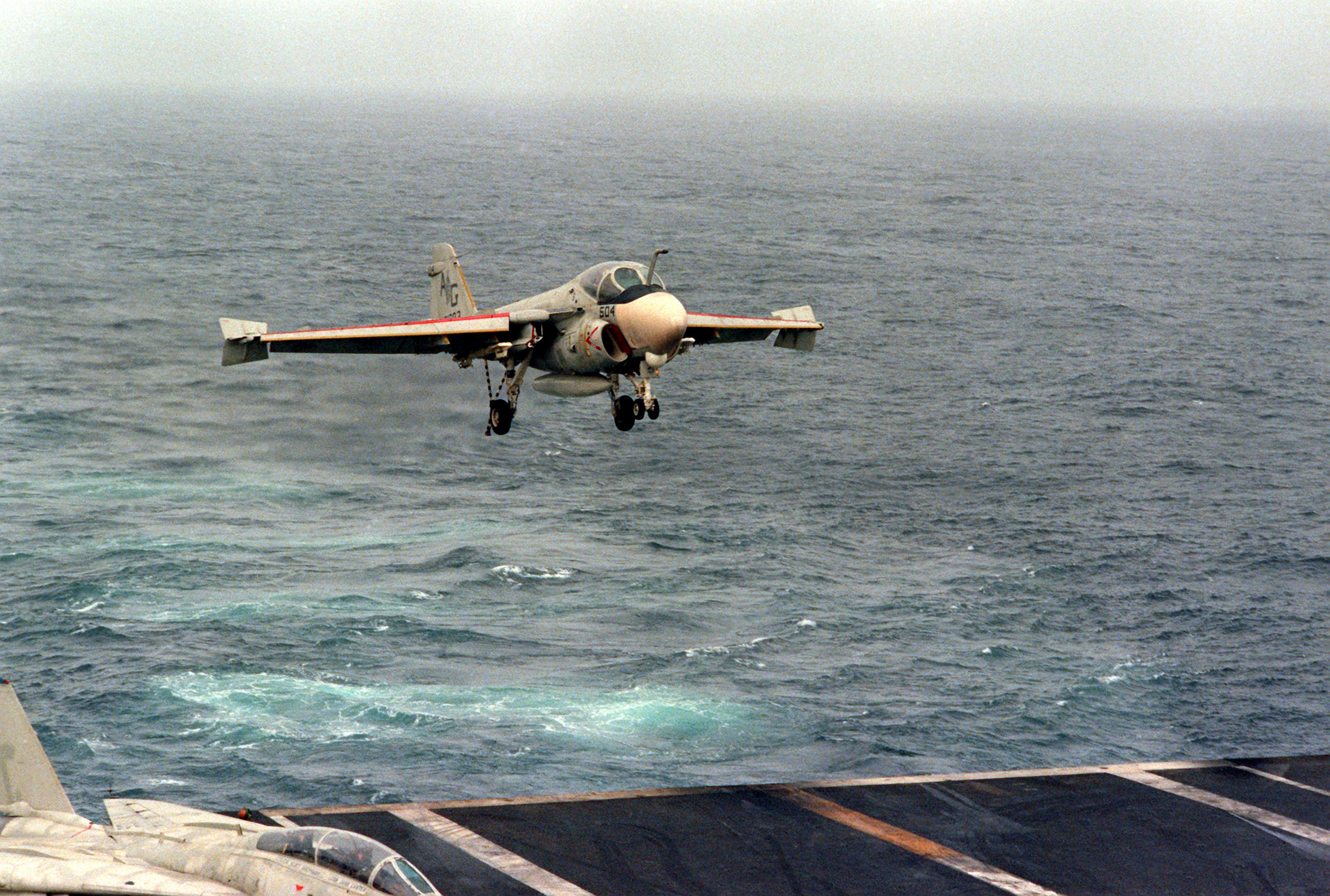
En A-6E landar på hangarfartyget USS Enterprise (CVN-65)